# Снежный шар

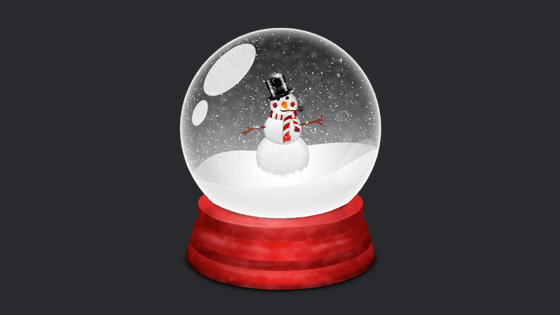
Снежный шар

Снежный шар (англ. Snow globe), также называемый «стеклянный шар со снегом» — рождественский сувенир в виде стеклянного шара, в котором находится некая модель (например, домика, украшенного к празднику). При встряхивании такого шара на модель начинает падать искусственный «снег». Современные снежные шары очень красиво украшаются; многие имеют завод и даже встроенный механизм (похожий на используемый в музыкальных шкатулках), играющий новогоднюю мелодию.

## История
Точно неизвестно, где и когда появился первый снежный шар, но создавать их начали во Франции в XIX веке. Вероятно, прародителем шаров стало популярное в то время пресс-папье. Примечательно, что снежные шары были представлены на Парижской Всемирной выставке 1889 года. Внутри шаров находились самые разнообразные миниатюрные здания, включая Эйфелеву башню.
Из Франции сувениры проникли в Викторианскую Англию, а в 20-х годах прошлого века пересекли океан и стали распространяться по США, оседая в копилках заядлых коллекционеров.
В конце XIX в. Эрвин Перци, занимавшийся изготовлением хирургических инструментов, изобрел так называемый Schneekugel (снежный шар) и получил первый патент на его производство. Первоначально его целью было разработать дополнительный яркий источник света — хирургическую лампу. Когда он попытался пропустить свет свечи через так называемый Schusterkugel (заполненную водой колбу, со времен Средневековья используемую для фокусировки света) с частицами, сделанными из различных материалов и служащими отражателями, получившийся эффект напомнил ему снегопад. Предполагается, что именно благодаря этому родилась идея создать снежный шар. Первый снежный шар, который он создал, содержал в себе миниатюру базилики Рождества Девы Марии (Мариацелль). Его изобретение стало очень популярным, и Перци вместе со своим братом Людвигом открыли в Вене семейный бизнес — магазин, в котором и сегодня делают снежные шары, экспортирующиеся во все страны мира. Материал, из которого сделан «снег» (он должен плавать в воде как можно дольше, прежде чем опуститься на дно), является семейным секретом, передающимся из поколения в поколение.
В Соединённых Штатах первый патент на изготовление снежных шаров был выдан в 1927 году Джозефу Гарадже из Питтсбурга, штат Пенсильвания. В 1929 году Гараджа начал изготавливать шары с миниатюрами, изображавшими эпизоды популярных художественных произведений.
В Америке 1940-х гг. снежные шары широко использовались в рекламе. Кроме того, снежные шары появляются в нескольких фильмах, наиболее известным из которых является вышедшая на экран в 1941 году драма «Гражданин Кейн».
В середине двадцатого века снежные шары начали производить в больших количествах и использовать в качестве подарков. Некоторые из них были выполнены на религиозную тематику. Снежные шары, изображавшие религиозные сценки, были популярным подарком для детей к католическому Рождеству. Шары стали прочно ассоциироваться с Рождеством и нередко появлялись в рекламах и фильмах.
В 1950-е годы на смену стеклянным шарам пришли пластиковые. В настоящее время их производят во многих странах, от Китая и Гонконга (массовые выпуски) до Германии (эксклюзивные роскошные изделия). Модели, расположенные внутри шаров, самые разнообразные — включая исторические и военные сцены, вымышленных и популярных персонажей, и, безусловно, традиционные символы Нового года и Рождества. Снежные шары использовались даже в избирательных кампаниях.
С 2000-х гг. для модных и роскошных брендов, таких как Louis Vuitton, Ladurée, Sonia Rykiel или Chanel, стало характерным делать снежные шары своими эмблемами и символами. Этот тренд был подхвачен современными художниками, например, Уолтером Мартином и Паломой Муньос, которые используют снежные шары в качестве отражения реальности, а также музеями, которые заказывают интерпретации произведений известных авторов, например, Ван Гога, Дега, Климта.

## Производство
Первые шары были хрустальными и помещались на прочную керамическую подставку. Заполнены они были водой, а снег создавался из песка или мелких кусочков фарфора. Впоследствии стекло и «база» становились всё тоньше и изящнее; теперь снег делают из пластика, а в воду добавляется антифриз — глицерин, например.
В настоящий момент большая часть крупных производителей используют раствор на основе дистиллированной воды и пропиленгликоля в соотношении 5-6 к 1. Для минимизации риска образования воздушного пузыря раствор, как правило, дегазируют термическим методом или с помощью вакуумного оборудования. Использование такого метода позволяет получить максимально прозрачный раствор.
Сейчас в шарах можно найти и музыкальный механизм, и яркие лампочки, и даже моторы — снегопад начинается не от встряхивания, а от завода. Зачастую подставки достигают размеров самих шаров и искусно украшаются. Некоторые модели в снежных шарах имеют социальный или сатирический подтекст. Некоторые из шаров имеют отверстия в центре, чтобы можно было вставлять в них фотографии.
Есть и вариации традиционного принципа шара: к примеру, «торнадо», где летает не снег, а мелкие объекты (чаще всего используется на Хэллоуин, а мелкими объектами являются призраки и прочие монстры).

## Культурные аллюзии

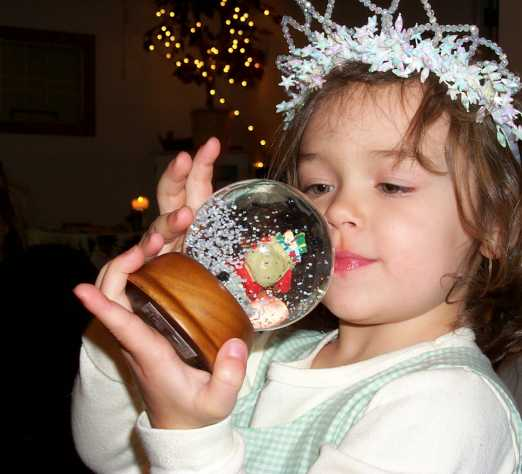
Девочка держит снежный шар

В современной культуре снежные шары часто используются. Они могут символизировать детство, невинность или так называемые «светлые деньки». Однако некоторые авторы, обладающие нестандартным чувством юмора, используют свои творения и в сценах ужаса.
Снежный шар — по сути, центральный предмет в рождественской рекламе «Coca-Cola» 2010 года. С помощью этого сувенира Санта-Клаус наблюдает за миром и иногда изменяет ход событий, наклоняя и поворачивая шар.

## Фильмы
- Снежные шары очень часто появляются в фильмах, связанных с зимними праздниками и не только. Например, фильм «Гражданин Кейн» начинается с того, что из рук умирающего главного героя выпадает и разбивается вдребезги снежный шар.
- В «Симпсонах» иногда пародируется эта сцена с рождественским сувениром[4].
- В бестселлере «Милые кости» первым воспоминанием главной героини является снежный шар в её доме[5].
- В специальном VHS-релизе фильма «Фарго» (1996) был показан снежный шар, который при встряхивании перемешивал снег и «кровь».
- В фильме «Неверная» (2002) Эдвард Самнер (Ричард Гир) использует подаренный своей жене Конни (Дайан Лэйн) снежный шар в качестве оружия убийства её любовника Пола Мартела (Оливье Мартинес).
- В фильме «Санта-Клаус» мальчик, встряхивая шар, вызывал к себе Санту (своего папу) в любой момент, когда соскучится.
- В мультипликационном фильме «Мадагаскар» лев Алекс дарит снежный шар зебре Марти, который с этого момента начинает переосмысливать свою жизнь.
- В первом эпизоде третьего сезона телесериала «Детство Шелдона» брат Шелдона Джорджи продаёт снежные шары с символикой Техаса местным жителям, играя на их чувстве ностальгии по снегу.
- В фильме «Чемпион из Освенцима[англ.]» (2020) снежный шар с нацистской символикой стоит у начальника концлагеря. Начальник в ходе диалога рассказывает, что первый снег в шарах был сделан из человеческих костей.

## Телевидение
- В конце сериала «Сент-Элсвер» показано, что все происходившие события были не более чем фантазиями Томми Уэстхолла, мальчика-аутиста, главной ценностью для которого был снежный шар с моделью здания, похожего на больницу, ставшую местом действия сериала.
- В шестом эпизоде пятого сезона сериала «Сыны анархии» под названием «Маленький мир» Джекс в компании Деймона Поупа борется с врагами байк-клуба SAMCRO: «черными» (Нордами), «коричневыми» (Майанцами) и «желтыми» (Триадой). Джекс обращается к Тигу с просьбой найти оружие, чтобы убить тюремного охранника, который способствовал роковому избиению другими заключенными друга детства Джекса Опи, содержащегося в тюрьме Стоктона, и заявил, что охранники делали ставки, споря, как долго Опи будет умирать. Тиг не смог найти оружие, и протягивает Джексу молоток и снежный шар с мелодией «Этот маленький мир» (It’s a Small World After All). Джекс выбирает шар и заводит его. Он, Тиг и Чибс медленно кружат вокруг охранника, как тигры в клетке. Затем Джекс убивает охранника шаром, который все ещё играет «Этот маленький мир».

## Компьютерные игры
- В компьютерной игре Fallout: New Vegas снежные шары являются коллекционными предметами, но, в отличие от пупсов из Fallout 3, не дают бонусов игроку. В игре их можно обменять на крышки по 2000 крышек за один шар.
- Один из квестов основной кампании игры Neverwinter Nights позволяет попасть в мир, созданный магией, как бы внутри снежного шара. При этом можно будет разговаривать с половиной тамошних персонажей. Вернувшись, встряхнув шар и вновь войдя во внутренний мир, можно поговорить и со второй половиной. (Примирение этих двух враждующих фракций путем переговоров - лучший вариант прохождения данного квеста.) Волшебный мирок, где стоит вечная зима и постоянно идет  снег, создан для собственного удовольствия злым белым драконом (эти существа ассоциируются со стихией холода), поработившим представителей двух народов. Прохождение квеста освобождает их от заклятья заточения и вечной зимы.